# Филлипс, Кайра
Ка́йра Джун Фи́ллипс (англ. Kyra June Phillips; 8 августа 1968, Сан-Диего, Калифорния, США) — американская телеведущая и журналистка.

## Карьера
В 1997 году Филлипс стала корреспондентом года «AP».
С 1999 года работает в «CNN», где в настоящее время ведёт программу новостей «CNN Newsroom» по будням.

## Личная жизнь
В 2000 году Кайра вышла замуж за банкира Э. Джона Эссад, с которым развелась несколько лет спустя.
С марта 2009 года Филлипс встречается с журналистом Джоном Робертсом, с которым помолвилась в апреле 2010 года. У пары есть двое детей, дочь и сын-близнецы — Сейдж Энн Робертс и Келлан Клэй Робертс (род.15.03.2011).